# HD 129685
HD 129685 är en ensam stjärna belägen i den norra delen av stjärnbilden Kentauren som också har Bayer-beteckningen c2 Centauri. Den har en skenbar magnitud av ca 4,92 och är svagt synlig för blotta ögat där ljusföroreningar ej förekommer. Baserat på parallax enligt Gaia Data Release 2 på ca 14,1 mas, beräknas den befinna sig på ett avstånd på ca 231 ljusår (ca 71 parsek) från solen. Den rör sig närmare solen med en heliocentrisk radialhastighet på ca -5 km/s.

## Egenskaper
HD 129685 är en snabbt roterande vit till blå stjärna i huvudserien av spektralklass A0 Vn, men har tidigare också haft spektralklass A0 IVnn som anger att den skulle vara en något mera utvecklad underjättestjärna. Den har en massa som är ca 2 solmassor, en radie som är ca 2,4 solradier och har ca 45 gånger solens utstrålning av energi från dess fotosfär vid en effektiv temperatur av ca 9 300 K. Stjärnan har en snabb rotation som ligger nära dess uppbrottshastighet.